# 12e régiment de chasseurs à cheval (Empire allemand)
Pour les articles homonymes, voir 12e régiment.
Le 12e régiment de chasseurs à cheval (Jäger-Regiment zu Pferde Nr. 12) est une unité de cavalerie de l'Armée prussienne. Unité de la 34e division d’infanterie allemande, elle était rattachée au XVIe corps d'armée allemand avant 1914.

## Historique
Créé le 1er octobre 1913, le 12e régiment de chasseurs à cheval était en garnison à Saint-Avold. Faisant partie de la 34e brigade de cavalerie (de) commandée par le général Karl von Ilsemann (de), le 12e régiment était commandé le baron von Nordeck. Ses effectifs furent ventilés dans différentes unités d'infanterie après la mobilisation de 1914.

## Formation
Le régiment était composé de 5 escadrons provenant de régiments de chasseurs, d'uhlans et de dragons :
- 6e régiment d'uhlans (de)
- 5e régiment de chasseurs à cheval
- 13e régiment de dragons
- 15e régiment de dragons
- 11e régiment d'uhlans (de)

## Première Guerre mondiale
Au cours de la guerre 1914-1918, l'unité de cavalerie a été ventilée dans des divisions d'infanterie, la 33e, la 34e, la 91e, la 121e et la 1re division de Landwehr.

## Source
- Hugo F.W. Schulz: Die Preußischen Kavallerie-Regimenter 1913/1914, Weltbild Verlag, 1992.